# スカラベスタジオ
株式会社スカラベスタジオ (英: Scarab Studio inc.) は 東京都豊島区北大塚に所在するコンピュータゲームソフト開発と映像制作の会社である。

## 概要
テクモ株式会社出身のデザイナー・有元佐康によって設立。コンピュータゲームソフトの開発請負、遊技機等の映像制作を主な事業としている。

## 主な開発タイトル
- FINAL FANTASY BRIGADE（スクウェア・エニックス）
- Devil's Third（ヴァルハラゲームスタジオ）
- ファイナルファンタジー零式（スクウェア・エニックス）
- ザ・サード バースデイ（スクウェア・エニックス）
- ブルードラゴン（マイクロソフト）
- ロストオデッセイ（マイクロソフト）
- STARFOX-ASSAULT（任天堂ナムコ）
- FINAL FANTASY CRYSTAL CHRONICLES（スクウェア・エニックス）
- トロと休日（SCE）
- ディノクライシス3（カプコン）
- ネプリーグDS（ジャレコ）
- 超!!ネプリーグDS（ジャレコ）
- ぷちぷちウイルス（ジャレコ）
- 世界の果てまでイッテQ！珍獣ハンターイモトの大冒険（カムイ）